# Vòng loại Cúp bóng đá châu Á 2000
Vòng loại Cúp bóng đá châu Á 2000 là vòng loại do Liên đoàn bóng đá châu Á (AFC) tổ chức để xác định các đội tham dự Cúp bóng đá châu Á 2000 (AFC Asian Cup 2000) cùng với đội chủ nhà Liban và đương kim vô địch Ả Rập Saudi.
42 đội bóng là thành viên của AFC tham dự tranh tài để chọn ra 10 đội bóng còn lại tham dự AFC Asian Cup 2004.

## Thể thức
42 đội được chia vào 10 bảng (3 bảng có 5 đội, 7 bảng có 4 đội và một bảng còn lại có 3 đội). Các đội thi đấu với nhau một hoặc hai lượt trận (tùy bảng đấu) để chọn ra đội nhất bảng tham dự AFC Asian Cup 2004.

## Các bảng đấu
| Chú thích trong các bảng đấu | Chú thích trong các bảng đấu            |
| ---------------------------- | --------------------------------------- |
|                              | Giành quyền tham dự AFC Asian Cup 2000. |

### Bảng 1
| Đội            | ST | T | H | B | BT | BB | HS | Đ | Giành quyền tham dự |  | Iraq | Tajikistan | Oman | Kyrgyzstan |
| -------------- | -- | - | - | - | -- | -- | -- | - | ------------------- |  | ---- | ---------- | ---- | ---------- |
| Iraq           | 3  | 3 | 0 | 0 | 9  | 2  | +7 | 9 | AFC Asian Cup 2004  |  |      |            | 2–0  | 5–1        |
| Tajikistan     | 3  | 2 | 0 | 1 | 6  | 5  | +1 | 6 |                     |  | 1–2  |            | 2–1  |            |
| Oman           | 3  | 1 | 0 | 2 | 4  | 4  | 0  | 3 |                     |  |      |            | 3–0  |            |
| Kyrgyzstan (H) | 3  | 0 | 0 | 3 | 3  | 11 | −8 | 0 |                     |  | 2–3  |            |      |            |

| Oman                              | 3–0 | Kyrgyzstan |
| --------------------------------- | --- | ---------- |
| Al-Wahaibi 7' · Al-Habsi 39', 90' |     |            |

| Tajikistan          | 1–2 | Iraq                          |
| ------------------- | --- | ----------------------------- |
| Muminov 32' (ph.đ.) |     | Hamad 28' (ph.đ.) · Jafar 90' |

| Kyrgyzstan                   | 2–3 | Tajikistan                            |
| ---------------------------- | --- | ------------------------------------- |
| Zhumagulov 45' · Berdaly 75' |     | Muminov 6', 11' (ph.đ.) · Nazarov 57' |

| Iraq            | 2–0 | Oman |
| --------------- | --- | ---- |
| Farhan 55', 70' |     |      |

| Tajikistan                 | 2–1 | Oman           |
| -------------------------- | --- | -------------- |
| Knyazev 21' · Kulbayev 29' |     | Al-Balushi 43' |

| Iraq                                                | 5–1 | Kyrgyzstan  |
| --------------------------------------------------- | --- | ----------- |
| Farhan 54' · Fawzi 60' · Hamad 62' · Obeid 67', 80' |     | Zakirov 51' |

### Bảng 2
| Đội       | ST | T | H | B | BT | BB | HS  | Đ  |  | Iran | Syria | Bahrain | Maldives |
| --------- | -- | - | - | - | -- | -- | --- | -- |  | ---- | ----- | ------- | -------- |
| Iran (H)  | 6  | 4 | 1 | 1 | 16 | 2  | +14 | 13 |  |      | 1–1   | 3–0     | 3–0      |
| Syria (H) | 6  | 4 | 1 | 1 | 11 | 3  | +8  | 13 |  | 0–1  |       | 1–0     | 6–0      |
| Bahrain   | 6  | 3 | 0 | 3 | 6  | 6  | 0   | 9  |  | 1–0  | 0–1   |         | 4–1      |
| Maldives  | 6  | 0 | 0 | 6 | 2  | 24 | −22 | 0  |  | 0–8  | 1–2   | 0–1     |          |

| Maldives | 0–8 | Iran                                                                                               |
| -------- | --- | -------------------------------------------------------------------------------------------------- |
|          |     | Hasheminasab 2' · Dinmohammadi 9' · Mahdavikia 14' · Estili 19' · Daei 20', 27', 30' · Mousavi 50' |

| Syria     | 1–0 | Bahrain |
| --------- | --- | ------- |
| Taleb 64' |     |         |

| Bahrain                           | 4–1 | Maldives               |
| --------------------------------- | --- | ---------------------- |
| Sahinni 2', 43' · Jaffer 55', 59' |     | Izema Katu Mohamed 83' |

| Syria | 0–1 | Iran     |
| ----- | --- | -------- |
|       |     | Daei 55' |

| Bahrain             | 1–0 | Iran |
| ------------------- | --- | ---- |
| Mohammad Salman 17' |     |      |

| Syria                                                                              | 6–0 | Maldives |
| ---------------------------------------------------------------------------------- | --- | -------- |
| Abaza 10' · Azzam 12' · Srour 30' · Al-Basha 50' · Hamami 70' · A. John 92' (l.n.) |     |          |

Các trận đấu diễn ra ở Tehran, Iran.
| Maldives    | 1–2 | Syria                      |
| ----------- | --- | -------------------------- |
| Latheef 90' |     | Al Zaher 10' · Kordieh 33' |

| Iran                              | 3–0 | Bahrain |
| --------------------------------- | --- | ------- |
| Fekri 57' · Karimi 72' · Daei 82' |     |         |

| Maldives | 0–1 | Bahrain   |
| -------- | --- | --------- |
|          |     | Wahab 47' |

| Iran             | 1–1 | Syria        |
| ---------------- | --- | ------------ |
| Hasheminasab 40' |     | Al Sayed 15' |

| Bahrain | 0–1 | Syria            |
| ------- | --- | ---------------- |
|         |     | Haj Moustafa 24' |

| Iran                                              | 3–0 | Maldives |
| ------------------------------------------------- | --- | -------- |
| Abolghasempour 3' · Estili 32' · Daei 63' (ph.đ.) |     |          |

### Bảng 3
| Đội        | ST | T | H | B | BT | BB | HS  | Đ  |  | Uzbekistan | Các Tiểu vương quốc Ả Rập Thống nhất | Ấn Độ | Bangladesh | Sri Lanka |
| ---------- | -- | - | - | - | -- | -- | --- | -- |  | ---------- | ------------------------------------ | ----- | ---------- | --------- |
| Uzbekistan | 4  | 4 | 0 | 0 | 16 | 2  | +14 | 12 |  |            |                                      |       |            |           |
| UAE (H)    | 4  | 3 | 0 | 1 | 12 | 2  | +10 | 9  |  | 0–1        |                                      | 3–1   | 3–0        | 6–0       |
| Ấn Độ      | 4  | 1 | 1 | 2 | 8  | 9  | −1  | 4  |  | 2–3        |                                      |       | 2–2        |           |
| Bangladesh | 4  | 1 | 1 | 2 | 5  | 12 | −7  | 4  |  | 0–6        |                                      |       |            |           |
| Sri Lanka  | 4  | 0 | 0 | 4 | 2  | 18 | −16 | 0  |  | 0–6        |                                      | 1–3   | 1–3        |           |

| Bangladesh | 0–6 | Uzbekistan                                                                     |
| ---------- | --- | ------------------------------------------------------------------------------ |
|            |     | Kasymov 1' · Pirmatov 2' · Davletov 3' · Statskikh 30', 45+3' · Marifaliev 89' |

| UAE                                  | 3–1 | Ấn Độ       |
| ------------------------------------ | --- | ----------- |
| Al Kass 60', 85' · Jumaa 90' (ph.đ.) |     | Vijayan 21' |

| Sri Lanka | 0–6 | Uzbekistan                                                         |
| --------- | --- | ------------------------------------------------------------------ |
|           |     | Irismetov 3', 21' · Davletov 28' · Shirshov 29', 55' · Bazarov 71' |

| UAE                                           | 3–0 | Bangladesh |
| --------------------------------------------- | --- | ---------- |
| Abdulrahim Jumaa 4' · Mattar 17' · Khalil 21' |     |            |

| Sri Lanka | 1–3 | Bangladesh                                |
| --------- | --- | ----------------------------------------- |
| Fuad 34'  |     | Dawn 37' · Munna 61' (ph.đ.) · Faysal 64' |

| Ấn Độ                     | 2–3 | Uzbekistan                                     |
| ------------------------- | --- | ---------------------------------------------- |
| Ancheri 18' · Vijayan 55' |     | Rakhmanqulov 17' · Fyodorov 77' · Shirshov 86' |

| Sri Lanka | 1–3 | Ấn Độ                                      |
| --------- | --- | ------------------------------------------ |
| Sabir 76' |     | Mondal 24' · R. Singh 40' · Jayasuriya 65' |

| UAE | 0–1 | Uzbekistan    |
| --- | --- | ------------- |
|     |     | Shatskikh 71' |

| Ấn Độ                  | 2–2 | Bangladesh     |
| ---------------------- | --- | -------------- |
| Vijayan 25' · Dias 50' |     | Alfaz 19', 49' |

| UAE                                                                     | 6–0 | Sri Lanka |
| ----------------------------------------------------------------------- | --- | --------- |
| Khalil 28' · Al-Hammadi 39' · Al-Boloushi 45', 77' · Ali 63' · Omer 81' |     |           |

### Bảng 4
| Đội        | ST | T | H | B | BT | BB | HS  | Đ  |  | Qatar | Kazakhstan | Jordan | Nhà nước Palestine | Pakistan |
| ---------- | -- | - | - | - | -- | -- | --- | -- |  | ----- | ---------- | ------ | ------------------ | -------- |
| Qatar (H)  | 4  | 3 | 1 | 0 | 11 | 3  | +8  | 10 |  |       | 3–1        | 2–2    | 1–0                | 5–0      |
| Kazakhstan | 4  | 3 | 0 | 1 | 8  | 3  | +5  | 9  |  |       |            |        | 2–0                |          |
| Jordan     | 4  | 2 | 1 | 1 | 12 | 4  | +8  | 7  |  |       | 0–1        |        |                    |          |
| Palestine  | 4  | 1 | 0 | 3 | 3  | 8  | −5  | 3  |  |       |            | 1–5    |                    | 2–0      |
| Pakistan   | 4  | 0 | 0 | 4 | 0  | 16 | −16 | 0  |  |       | 0–5        | 0–4    |                    |          |

| Qatar       | 1–0 | Palestine |
| ----------- | --- | --------- |
| Mustafa 16' |     |           |

| Jordan | 0–1 | Kazakhstan  |
| ------ | --- | ----------- |
|        |     | Avdeyev 10' |

| Palestine                    | 2–0 | Pakistan |
| ---------------------------- | --- | -------- |
| El-Manasri 1' · Al-Jaish 62' |     |          |

| Qatar                                  | 3–1 | Kazakhstan  |
| -------------------------------------- | --- | ----------- |
| Nazmi 36' · Mustafa 39' · Al Enazi 73' |     | Avdeyev 82' |

| Palestine | 1–5 | Jordan                                               |
| --------- | --- | ---------------------------------------------------- |
| Fahad 49' |     | Abu Zema 6', 22' · Abdullah 35' · Al-Khatib 37', 47' |

| Qatar                                                            | 5–0 | Pakistan |
| ---------------------------------------------------------------- | --- | -------- |
| Nazmi 25' (ph.đ.), 85' (ph.đ.) · Al Kuwari 51', 73' · Hassan 68' |     |          |

| Kazakhstan                      | 2–0 | Palestine |
| ------------------------------- | --- | --------- |
| Kadyrkulov 38' · Litvinenko 90' |     |           |

| Pakistan | 0–5 | Jordan                                                                  |
| -------- | --- | ----------------------------------------------------------------------- |
|          |     | Al-Sheikh 6' · Abu Raba 11' · Ghanem Hamarsheh 13', 34' · Al-Khatib 80' |

| Pakistan | 0–4 | Kazakhstan                                        |
| -------- | --- | ------------------------------------------------- |
|          |     | Zubarev 21', 43' · Kucheryavykh 60' · Klishin 72' |

| Qatar                        | 2–2 | Jordan                      |
| ---------------------------- | --- | --------------------------- |
| Al Kuwari 66' · Al Enazi 67' |     | Abu Zema 25' · Abdullah 45' |

### Bảng 5
| Đội          | ST | T | H | B | BT | BB | HS  | Đ  |  | Kuwait | Turkmenistan | Yemen | Nepal | Bhutan |
| ------------ | -- | - | - | - | -- | -- | --- | -- |  | ------ | ------------ | ----- | ----- | ------ |
| Kuwait (H)   | 4  | 4 | 0 | 0 | 33 | 1  | +32 | 12 |  |        | 6–1          | 2–0   | 5–0   | 20–0   |
| Turkmenistan | 4  | 3 | 0 | 1 | 15 | 6  | +9  | 9  |  |        |              |       | 5–0   |        |
| Yemen        | 4  | 2 | 0 | 2 | 14 | 5  | +9  | 6  |  |        | 0–1          |       |       | 11–2   |
| Nepal        | 4  | 1 | 0 | 3 | 3  | 13 | −10 | 3  |  |        |              | 0–3   |       |        |
| Bhutan       | 4  | 0 | 0 | 4 | 2  | 42 | −40 | 0  |  |        | 0–8          |       | 0–3   |        |

| Kuwait                                                              | 6–1 | Turkmenistan |
| ------------------------------------------------------------------- | --- | ------------ |
| Haji 4' · Abdullah 16', 27' · Al-Houwaidi 17', 37' · Al-Khodari 90' |     | Agabaýew 89' |

| Nepal | 0–3 | Yemen                                            |
| ----- | --- | ------------------------------------------------ |
|       |     | Tahous 27' · Al-Nono 32' · Al-Salimi 59' (ph.đ.) |

| Yemen | 0–1 | Turkmenistan |
| ----- | --- | ------------ |
|       |     | Bayramov 79' |

| Bhutan | 0–3 | Nepal                                |
| ------ | --- | ------------------------------------ |
|        |     | Gaba 21' · Joshi 29' · Rayamajhi 60' |

| Kuwait | 20–0 | Bhutan |
| --- | ---- | ------ |
| Al-Houwaidi 4', 6' (ph.đ.), 10', 52' (ph.đ.), 60' · Abdullah 20', 24', 38', 45' (ph.đ.), 47', 50', 59', 89' · Al-Mutairi 21', 51', 63' · Bakhit 31' · Al-Shammari 21' · Sakeen 65' · Jassem 77' (ph.đ.) |      |        |

Note: At the time this match was the largest score difference in FIFA A-level matches.
| Turkmenistan                                                 | 5–0 | Nepal |
| ------------------------------------------------------------ | --- | ----- |
| Kulyýew 35' · Bayramov 39' · Muhadow 48', 61' · Agabaýew 89' |     |       |

| Kuwait                        | 2–0 | Yemen |
| ----------------------------- | --- | ----- |
| Mubarak 33' · Awad 51' (l.n.) |     |       |

| Bhutan | 0–8 | Turkmenistan                                                                                      |
| ------ | --- | ------------------------------------------------------------------------------------------------- |
|        |     | Bayramov 21', 31', 81' · Agabaýew 12', 25' · Aleksandr Ignatow 48' · Goçgulyýew 66' · Kulyýew 85' |

| Yemen | 11–2 | Bhutan                    |
| --- | ---- | ------------------------- |
| Briek 4' · Al-Salimi 18', 55' · Al-Nono 15', 56', 87' · Tahous 24', 81' · Al-Ghurbani 25', 26' · Al-Kahta 82' |      | Ogissen 42' · Won Dei 45' |

| Kuwait                                  | 5–0 | Nepal |
| --------------------------------------- | --- | ----- |
| Abdullah 9', 24', 45', 66', 90' (ph.đ.) |     |       |

### Bảng 6
| Đội          | ST | T | H | B | BT | BB | HS  | Đ |  | Hàn Quốc | Myanmar | Lào | Mông Cổ |
| ------------ | -- | - | - | - | -- | -- | --- | - |  | -------- | ------- | --- | ------- |
| Hàn Quốc (H) | 3  | 3 | 0 | 0 | 19 | 0  | +19 | 9 |  |          | 4–0     | 9–0 | 6–0     |
| Myanmar      | 3  | 2 | 0 | 1 | 6  | 4  | +2  | 6 |  |          |         | 4–0 | 2–0     |
| Lào          | 3  | 1 | 0 | 2 | 2  | 14 | −12 | 3 |  |          |         |     | 2–1     |
| Mông Cổ      | 3  | 0 | 0 | 3 | 1  | 10 | −9  | 0 |  |          |         |     |         |

| Myanmar                               | 2–0 | Mông Cổ |
| ------------------------------------- | --- | ------- |
| Soe Myat Min 74' · Myo Hlaing Win 86' |     |         |

| Hàn Quốc | 9–0 | Lào |
| --- | --- | --- |
| Sim Jae-won 9' · Kim Eun-jung 10', 11', 21' · Lee Chun-soo 20' · Seol Ki-hyun 28', 38', 86' · Ahn Hyo-yeon 89' |     |     |

| Myanmar                                                         | 4–0 | Lào |
| --------------------------------------------------------------- | --- | --- |
| Myo Hlaing Win 32', 62' · Aung Kyaw Moe 43' · Than Toe Aung 51' |     |     |

| Hàn Quốc                                                                           | 6–0 | Mông Cổ |
| ---------------------------------------------------------------------------------- | --- | ------- |
| Ahn Hyo-yeon 6', 53' · Choi Tae-uk 47', 89' · Choi Chul-woo 46' · Lee Chun-soo 71' |     |         |

| Lào                               | 2–1 | Mông Cổ          |
| --------------------------------- | --- | ---------------- |
| Khenkitisack 26' · Homsombath 80' |     | Buman-Uchral 63' |

| Hàn Quốc                                    | 4–0 | Myanmar          |
| ------------------------------------------- | --- | ---------------- |
| Seol Ki-hyun 2', 4' · Ahn Hyo-yeon 14', 49' |     | Soe Myat Min 51' |

### Bảng 7
| Đội       | ST | T | H | B | BT | BB | HS  | Đ  |  | Indonesia | Hồng Kông | Campuchia |
| --------- | -- | - | - | - | -- | -- | --- | -- |  | --------- | --------- | --------- |
| Indonesia | 4  | 3 | 1 | 0 | 18 | 5  | +13 | 10 |  |           | 3–1       | 9–2       |
| Hồng Kông | 4  | 2 | 1 | 1 | 7  | 5  | +2  | 7  |  | 1–1       |           | 4–1       |
| Campuchia | 4  | 0 | 0 | 4 | 4  | 19 | −15 | 0  |  | 1–5       | 0–1       |           |

| Hồng Kông                                                         | 4–1 | Campuchia    |
| ----------------------------------------------------------------- | --- | ------------ |
| Chen Sin Syu-Chung 34', 52' · Lee Kin Wo 54' · Wong Chi Kyung 83' |     | Sochetra 40' |

| Hồng Kông      | 1–1 | Indonesia   |
| -------------- | --- | ----------- |
| Au Wai Lun 62' |     | Putiray 88' |

| Campuchia     | 1–5 | Indonesia                                                   |
| ------------- | --- | ----------------------------------------------------------- |
| Arunreath 72' |     | Prasetyo 14' · Pamungkas 28' · Putiray 39', 46' · Sunan 47' |

| Campuchia | 0–1 | Hồng Kông         |
| --------- | --- | ----------------- |
|           |     | Lai Kai Cheuk 58' |

| Indonesia                               | 3–1 | Hồng Kông      |
| --------------------------------------- | --- | -------------- |
| Mar'uf 9' · Putiray 48' · Pamungkas 72' |     | Au Wai Lun 62' |

| Indonesia                                                                                           | 9–2 | Campuchia         |
| --------------------------------------------------------------------------------------------------- | --- | ----------------- |
| Putiray 2', 38', 90' · Purjianto 15' · Nahumarury 33' · Nawawi 40' · Pamungkas 53', 70' · Putro 85' |     | Sochetra 13', 58' |

### Bảng 8
| Đội               | ST | T | H | B | BT | BB | HS | Đ  |  | Thái Lan | Cộng hòa Dân chủ Nhân dân Triều Tiên | Malaysia | Đài Bắc Trung Hoa |
| ----------------- | -- | - | - | - | -- | -- | -- | -- |  | -------- | ------------------------------------ | -------- | ----------------- |
| Thái Lan (H)      | 6  | 4 | 1 | 1 | 13 | 8  | +5 | 13 |  |          | 5–3                                  | 3–2      | 1–0               |
| CHDCND Triều Tiên | 6  | 3 | 2 | 1 | 11 | 7  | +4 | 11 |  | 0–0      |                                      | 4–1      | 1–0               |
| Malaysia (H)      | 6  | 2 | 1 | 3 | 12 | 13 | −1 | 7  |  | 3–2      | 1–1                                  |          | 3–0               |
| Đài Bắc Trung Hoa | 6  | 1 | 0 | 5 | 3  | 11 | −8 | 3  |  | 0–2      | 0–2                                  | 3–2      |                   |

| CHDCND Triều Tiên | 0–0 | Thái Lan |
| ----------------- | --- | -------- |
|                   |     |          |

| Malaysia                      | 3–0 | Đài Bắc Trung Hoa |
| ----------------------------- | --- | ----------------- |
| Derus 34' · Suparman 82', 86' |     |                   |

| Đài Bắc Trung Hoa | 0–2 | Thái Lan                                |
| ----------------- | --- | --------------------------------------- |
|                   |     | Piturat 74' · Cheng Yung-Jen 81' (l.n.) |

| Malaysia   | 1–1 | CHDCND Triều Tiên |
| ---------- | --- | ----------------- |
| Yusoff 58' |     | Ko Jong-Nam 6'    |

| Đài Bắc Trung Hoa | 0–2 | CHDCND Triều Tiên     |
| ----------------- | --- | --------------------- |
|                   |     | Ryang Gyu-Sa 12', 21' |

| Malaysia                                     | 3–2 | Thái Lan                        |
| -------------------------------------------- | --- | ------------------------------- |
| Suparman 14' · Derus 21' (ph.đ.) · Jusoh 48' |     | Fuangprakob 55' · Surasiang 90' |

Played in Bangkok, Thailand.
| Đài Bắc Trung Hoa            | 3–2 | Malaysia          |
| ---------------------------- | --- | ----------------- |
| R.C 14' · Ming Tuan 29', 34' |     | Derus 21', 90+13' |

| Thái Lan                                                                           | 5–3 | CHDCND Triều Tiên                                 |
| ---------------------------------------------------------------------------------- | --- | ------------------------------------------------- |
| Damrong-Ontrakul 34' · Surasiang 35' · Piturat 73' · Noosarung 86' · Thonkanya 88' |     | Ju Song-Il 28' · Kim Ho-Gun 53' · Ko Jong-Nam 60' |

| CHDCND Triều Tiên                                           | 4–1 | Malaysia         |
| ----------------------------------------------------------- | --- | ---------------- |
| Ri Kyong-Min 16' · Ryang Gyu-Sa 49' · Ri Hyok-Choi 73', 84' |     | Ooi Hoe Guan 26' |

| Thái Lan             | 1–0 | Đài Bắc Trung Hoa |
| -------------------- | --- | ----------------- |
| Damrong-Ontrakul 43' |     |                   |

| CHDCND Triều Tiên | 1–0 | Đài Bắc Trung Hoa |
| ----------------- | --- | ----------------- |
| Ri Hyok-Choi 53'  |     |                   |

| Thái Lan                                  | 3–2 | Malaysia                  |
| ----------------------------------------- | --- | ------------------------- |
| Noosarung 14' · Baribarn 24' (ph.đ.), 67' |     | Suparman 35' · Yusoff 60' |

### Bảng 9
| Đội          | ST | T | H | B | BT | BB | HS  | Đ |  | Trung Quốc | Việt Nam | Philippines | Guam |
| ------------ | -- | - | - | - | -- | -- | --- | - |  | ---------- | -------- | ----------- | ---- |
| Trung Quốc   | 3  | 3 | 0 | 0 | 29 | 0  | +29 | 9 |  |            |          | 3–2         | 1–0  |
| Việt Nam (H) | 3  | 2 | 0 | 1 | 14 | 2  | +12 | 6 |  | 0–2        |          | 3–0         | 11–0 |
| Philippines  | 3  | 1 | 0 | 2 | 2  | 11 | −9  | 3 |  |            |          |             |      |
| Guam         | 3  | 0 | 0 | 3 | 0  | 32 | −32 | 0 |  |            |          | 0–2         |      |

| Việt Nam | 11–0 | Guam |
| --- | ---- | ---- |
| Phạm Như Thuần 1' · Vũ Công Tuyền 2', 12', 13', 19', 90+3' · Văn Sỹ Hùng 39', 81' · Võ Minh Hiếu 45' · Đặng Phương Nam 59' · Ngô Quang Trường 75' |      |      |

| Trung Quốc                                                                     | 8–0 | Philippines |
| ------------------------------------------------------------------------------ | --- | ----------- |
| Su Maozhen 3', 12', 19', 35', 45' · Hao Haidong 26' · Yao Xia 41' · Li Tie 80' |     |             |

| Trung Quốc | 19–0 | Guam |
| --- | ---- | ---- |
| Hao Haidong 2', 56', 58', 63' · Ma Mingyu 12' · Su Maozhen 20', 40', 80' · Li Weifeng 23' · Yao Xia 38', 55' · Qu Shengqing 55', 61', 73', 83', 87' · Li Tie 75' · Shen Si 84' · Qi Hong 85' |      |      |

Note: At the time this match was the largest score difference in FIFA A-level matches.
| Việt Nam                                      | 3–0 | Philippines |
| --------------------------------------------- | --- | ----------- |
| Vũ Công Tuyền 21' · Ngô Quang Trường 72', 88' |     |             |

| Guam | 0–2 | Philippines                       |
| ---- | --- | --------------------------------- |
|      |     | N. Fegidero 63' · T. Fegidero 86' |

| Việt Nam | 0–2 | Trung Quốc                       |
| -------- | --- | -------------------------------- |
|          |     | Su Maozhen 27' · Zhang Enhua 89' |

### Bảng 10
| Đội        | ST | T | H | B | BT | BB | HS  | Đ |  | Nhật Bản | Singapore | Ma Cao | Brunei |
| ---------- | -- | - | - | - | -- | -- | --- | - |  | -------- | --------- | ------ | ------ |
| Nhật Bản   | 3  | 3 | 0 | 0 | 15 | 0  | +15 | 9 |  |          |           |        | 9–0    |
| Singapore  | 3  | 2 | 0 | 1 | 2  | 3  | −1  | 6 |  | 0–3      |           |        | 1–0    |
| Ma Cao (H) | 3  | 1 | 0 | 2 | 1  | 4  | −3  | 3 |  | 0–3      | 0–1       |        | 1–0    |
| Brunei     | 3  | 0 | 0 | 3 | 0  | 0  | 0   | 0 |  |          |           |        |        |

| Ma Cao     | 1–0 | Brunei |
| ---------- | --- | ------ |
| Fi Fai 77' |     |        |

| Singapore | 0–3 | Nhật Bản                                  |
| --------- | --- | ----------------------------------------- |
|           |     | Nakazawa 13', 90', · Nakayama 42' (ph.đ.) |

| Ma Cao | 0–1 | Singapore              |
| ------ | --- | ---------------------- |
|        |     | Mohd Salem 40' (ph.đ.) |

| Nhật Bản                                                                                        | 9–0 | Brunei |
| ----------------------------------------------------------------------------------------------- | --- | ------ |
| Nakayama 1', 2', 4' · Kazu 36' · Nakamura 45' · Hirano 66' · Takahara 75', 88' · Sawanobori 85' |     |        |

| Ma Cao | 0–3 | Nhật Bản                         |
| ------ | --- | -------------------------------- |
|        |     | Nakayama 35', 65' · Takahara 57' |

| Singapore    | 1–0 | Brunei |
| ------------ | --- | ------ |
| Mohd Ali 88' |     |        |

## Các đội vượt qua vòng loại
| Đội         | Tư cách vượt qua vòng loại | Ngày vượt qua vòng loại | Số lần tham dự AFC Asian Cup trước đây1            |
| ----------- | -------------------------- | ----------------------- | -------------------------------------------------- |
| Liban       | Chủ nhà                    | 20 tháng 12 năm 1996    | 0 (lần đầu)                                        |
| Ả Rập Xê Út | Vô địch AFC Asian Cup 1996 | 21 tháng 12 năm 1996    | 4 (1984, 1988, 1992, 1996)                         |
| Iraq        | Nhất bảng 1                | 7 tháng 8 năm 1999      | 3 (1972, 1976, 1996)                               |
| Indonesia   | Nhất bảng 7                | 20 tháng 11 năm 1999    | 1 (1996)                                           |
| Uzbekistan  | Nhất bảng 3                | 26 tháng 11 năm 1999    | 1 (1996)                                           |
| Trung Quốc  | Nhất bảng 9                | 29 tháng 1 năm 2000     | 6 (1976, 1980, 1984, 1988, 1992, 1996)             |
| Kuwait      | Nhất bảng 5                | 18 tháng 2 năm 2000     | 6 (1972, 1976, 1980, 1984, 1988, 1996)             |
| Nhật Bản    | Nhất bảng 10               | 20 tháng 2 năm 2000     | 3 (1988, 1992, 1996)                               |
| Qatar       | Nhất bảng 4                | 8 tháng 4 năm 2000      | 4 (1980, 1984, 1988, 1992)                         |
| Hàn Quốc    | Nhất bảng 6                | 9 tháng 4 năm 2000      | 8 (1956, 1960, 1964, 1972, 1980, 1984, 1988, 1996) |
| Thái Lan    | Nhất bảng 8                | 9 tháng 4 năm 2000      | 3 (1972, 1992, 1996)                               |
| Iran        | Nhất bảng 2                | 11 tháng 4 năm 2000     | 8 (1968, 1972, 1976, 1980, 1984, 1988, 1992, 1996) |

1. In đậm chỉ năm đội đó vô địch, in nghiêng chỉ năm đội đó là nước chủ nhà.